# مقاطعة وايتسايد (إلينوي)
مقاطعة وايتسايد (بالإنجليزية: Whiteside County) هي إحدى المقاطعات في ولاية إلينوي في الولايات المتحدة الأمريكية. وفقًا لتعداد عام 2020، بلغ عدد سكانها 55,691 نسمة.
مركز المقاطعة هو موريسون. يحد المقاطعة من الغرب نهر المسيسيبي. تضم مقاطعة وايتسايد المنطقة الإحصائية الحضرية الصغيرة سترلينغ، إلينوي، والتي تندرج أيضًا ضمن المنطقة الإحصائية المشتركة ديكسون-سترلينغ، إلينوي. وُلد الرئيس الأمريكي رونالد ريغان عام ١٩١١ في بلدة تامبيكو التابعة لمقاطعة وايتسايد.